# Raiffeisenbank Offenbach/M.-Bieber
Die Raiffeisenbank eG Offenbach/M.-Bieber war eine Genossenschaftsbank in der Stadt und dem Landkreis Offenbach am Main. Im Jahr 2022 fusionierte die Bank mit der Volksbank Dreieich.

## Geschichte
Die Bank wurde am  9. Juni 1870 im damals selbständigen Bieber mit etwa 1600 Einwohnern als Spar- und Hülfskasse gegründet.
Die erste "Sparkasse" für die Einwohner von Bieber versuchte, durch Eigenhilfe, Selbstverwaltung und Selbstverantwortung den kleinen und mittleren mittelständischen und landwirtschaftlichen Betrieben finanzielle Hilfe zu leisten. Der gewerbliche Mittelstand und die Landwirtschaft befanden sich damals in einer  Notlage. Wucherzinsen mussten gezahlt werden, Überschuldungen und Zwangsversteigerungen waren an der Tagesordnung.
Daraufhin übernahmen Bürgermeister, Pfarrer, Lehrer und Landwirte ehrenamtlich Aufgaben in der eigenen Bank.
Im Jahre 1888 wurde der Name der "Spar- und Hülfskasse" in "Spar- und Gewerbebank" geändert. Ein Jahr später wurde die Kasse in eine Genossenschaft umgewandelt und firmierte jetzt als "Spar- und Gewerbebank e.G. m.u.H. (eingetragene Genossenschaft mit unbeschränkter Haftung).
Um die Jahrhundertwende führte der Lehrer Karl Röder die Geschäfte des kleinen Unternehmens in seiner Wohnung an der Bergstraße, Ecke Offenbacher Straße. An den Wochenenden war Nikolaus Herzing als Erheber unterwegs, um die oft recht kleinen Tilgungsbeträge einzutreiben. Eigene Büroräume wurden im Jahr 1924 bezogen. Im Haus Offenbacher (heute Aschaffenburger) Straße 17 arbeitete der erste Hauptberufliche Rechner Karl Armbrust. Ein Jahr später vollzog die Kasse den Wandel zur Genossenschaftsbank und führte den Wechsel-, Scheck- und Überweisungsverkehr ein.
Ein eigenes Bankgebäude des zur "Spar- und Gewerbebank" umfirmierten Unternehmens entstand im Jahr 1928 in der Bergstraße 6. Im Jahr 1958 wurde neben diesem Haus ein modernes Bankgebäude errichtet, 1970 kam eine Filiale an der Aschaffenburger Straße hinzu, 1973 eine weitere Zweigstelle an der Paul-Löbe-Straße, und 1984 wurde die Hauptstelle von der Bergstraße an die Aschaffenburger Straße verlegt. Dieses Gebäude wurde im Jahr 1999 erweitert und grundlegend modernisiert.
1977 erfolgte die Umfirmierung in "Raiffeisenbank eG Offenbach/M.-Bieber". Sie gehörte zu den ältesten Genossenschaftsbanken in Deutschland, die nach dem Vorbild von Friedrich Wilhelm Raiffeisen gegründet wurden. Am 9. Juni 2020 konnte die Bank auf eine 150-jährige Geschichte zurückblicken.